# Витерб
Вите́рб (фр. Viterbe, окс. Vitèrba) — коммуна во Франции, находится в регионе Юг — Пиренеи. Департамент — Тарн. Входит в состав кантона Плен-де-л’Агу. Округ коммуны — Кастр.
Код INSEE коммуны — 81323.

## География

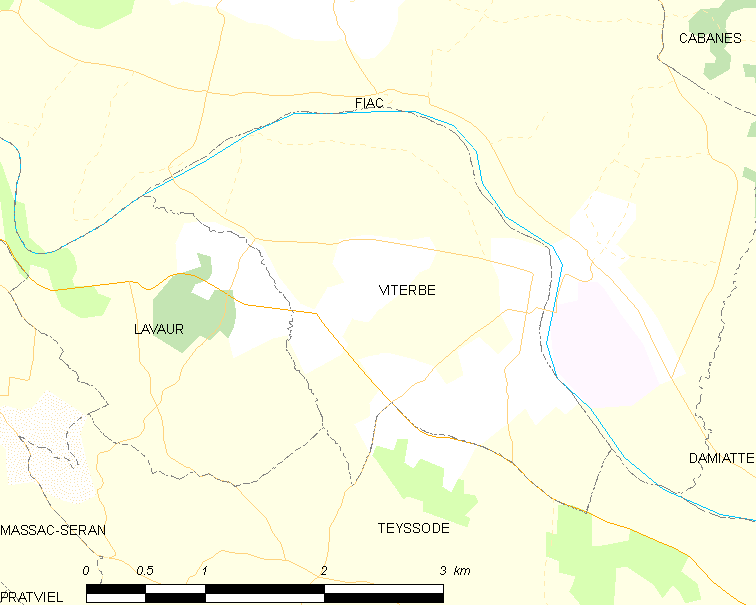
Карта коммуны

Коммуна расположена приблизительно в 580 км к югу от Парижа, в 40 км восточнее Тулузы, в 33 км к юго-западу от Альби.
По территории коммуны протекает река Агу.

## Климат
Климат умеренно-океанический. Зима мягкая и дождливая, лето жаркое с частыми грозами. Ветры довольно редки.

## Население
Население коммуны на 2010 год составляло 352 человека.
| 1962 | 1968 | 1975 | 1982 | 1990 | 1999 | 2010 |
| ---- | ---- | ---- | ---- | ---- | ---- | ---- |
| 263  | 254  | 258  | 223  | 234  | 254  | 352  |

## Администрация
| Период | Период | Фамилия           | Партия | Примечания |
| ------ | ------ | ----------------- | ------ | ---------- |
| 2001   | 2014   | Робер Желис       |        |            |
| 2014   | 2020   | Мартин Казимирчак |        |            |

## Экономика
В 2007 году среди 212 человек в трудоспособном возрасте (15—64 лет) 158 были экономически активными, 54 — неактивными (показатель активности — 74,5 %, в 1999 году было 74,1 %). Из 158 активных работали 141 человек (78 мужчин и 63 женщины), безработных было 17 (5 мужчин и 12 женщин). Среди 54 неактивных 22 человека были учениками или студентами, 16 — пенсионерами, 16 были неактивными по другим причинам.